# Atletismo nos Jogos Pan-Americanos de 1963 - Arremesso de peso masculino
A prova do arremesso de peso masculino nos Jogos Pan-Americanos de 1963 foi realizada em São Paulo, Brasil.

## Medalhistas
| Ouro                           | Prata                        | Bronze                      |
| David Davis USA Estados Unidos | Billy Joe USA Estados Unidos | Luis Di Cursi ARG Argentina |

## Resultados
| Posição           | Nome                | Nacionalidade             | Marca | Notas |
| ----------------- | ------------------- | ------------------------- | ----- | ----- |
| Medalha de ouro   | David Davis         | USA Estados Unidos        | 18.52 |       |
| Medalha de prata  | Billy Joe           | USA Estados Unidos        | 17.77 |       |
| Medalha de bronze | Luis Di Cursi       | ARG Argentina             | 16.26 |       |
| 4                 | Lambertus Rebel     | AHO Antilhas Neerlandesas | 14.85 |       |
| 5                 | José Carlos Jacques | BRA Brasil                | 14.29 |       |
| 6                 | Darcy María         | BRA Brasil                | 13.78 |       |